# Markheim (Robert Louis Stevenson)
Markheim (engl. Markheim) ist eine Erzählung des schottischen Schriftstellers Robert Louis Stevenson, die zu Weihnachten 1885 in einer Zeitschrift und dann 1887 in der Sammlung Die tollen Männer und andere Geschichten (engl. The Merry Men and Other Tales and Fables) bei Chatto & Windus erschien.

## Inhalt
London am Weihnachtstag: Der 36-jährige Markheim betritt den Laden eines kleinen, blassen Händlers. Markheim schwätzt, er habe an der Börse Glück gehabt und wolle für eine Dame ein Geschenk kaufen. Eine reiche Heirat winke. Nach solchem Geplauder ersticht er den Händler. Später zu Besinnung gekommen, rekapituliert der Mörder seine Fehler. Das Opfer fesseln hätte gereicht. Überdies ist die Tatzeit schlecht gewählt und er hat kein Alibi.
Für Reue bleibt keine Zeit. Geschehen ist geschehen. Der Täter sucht und findet in den Kleidern der Leiche die Schlüssel. Markheim spürt, in den Geschäftsräumen geht eine Person um. Er begibt sich ins Obergeschoss und betritt ein Zimmer. Markheim stutzt. Entsetzlich, hinter ihm tritt ein Herr ins Zimmer, der, wie es scheint, ihm gleicht. Der Gegenüber gibt sich allwissend; vermutet richtig, Markheim ist auf der Suche nach dem Gelde des toten Händlers. Markheim habe an der Börse alles verloren, wolle aber dort weitermachen. Vor fünfzehn Jahren schon habe Markheim das erste Mal gestohlen. Vergeblich habe der Dieb gegen seine Neigung angekämpft. Keiner der Kirchenbesuche habe Einkehr gebracht. Die Zeit dränge, mahnt der allwissende Herr. Das Dienstmädchen sei bereits auf dem Wege. Der Herr erkundigt sich, ob er Markheim helfen soll. Er will ihm das Versteck des Geldes zeigen.
Markheim geht nicht auf das Hilfsangebot ein. In dem darauffolgenden Dialog über Fragen der Moral gibt sich der Fremde als Menschenkenner, der den Rat Suchenden belehrt, der für das Böse lebe, welches im menschlichen Charakter wurzele. Und der Charakter eines Menschen ändere sich nicht. Insbesondere kenne er Markheim genau. Er wolle Markheim zur Flucht verhelfen; nicht, weil dieser gemordet habe – also nicht wegen der Tat – sondern, weil es um Markheim gehe – eben um einen Charakter.
Da zeigt der Mörder Charakter: „Das Verbrechen... war mein letztes...“. Als das Dienstmädchen tatsächlich den Laden betritt, tritt er ihm entgegen, gesteht den Mord und empfiehlt ihm den umgehenden Gang zur Polizei.

## Rezeption
- 1885 bediene Robert Louis Stevenson das Interesse des Lesers für Psychologie. Im Rahmen seiner Moralkritik gehe es dem Autor um die Doppelnatur des Menschen. Jener obige allwissende Herr sei eben das andere Ich Markheims. Wirzberger sieht den Text als eine Spielart von William Wilson.[3]
- Robert Louis Stevenson habe die Allegorie vom Doppelgänger zu undeutlich gezeichnet.[4]

## Adaptionen
in englischer Sprache
Fernsehen
- 28. Oktober 1952: All Hallow’s Eve[5]
- 11. April 1956: Markheim[6]
- 1972: Markheim[7]
- 24. Dezember 1974: Markheim[8]

Hörfunk
- 24. April 1947: The Hall of Fantasy – Markheim Ep.5

in deutscher Sprache
Hörspiel
- Gruselkabinett Folge 72: Markheim (2013) Titania Medien

## Deutschsprachige Literatur

### Ausgaben
- Robert Louis Stevenson: Markheim. S. 30–51. (Übersetzer: Curt Thesing) in Robert Louis Stevenson: Das rätselvolle Leben. Meistererzählungen. (Des Sire de Malétroit Tür. Markheim. Olalla. Der seltsame Fall Dr. Jekyll und Mr. Hyde. Die krumme Janet. John Nicholsons unglückselige Abenteuer. Will von der Mühle. Der Pavillon auf den Dünen) Nachwort von Karl-Heinz Wirzberger. Dieterich’sche Verlagsbuchhandlung, Leipzig 1953, 400 Seiten.[A 1]
- RADIOROPA Hörbuch Klassik Edition – Manfred Callsen liest: Robert Louis Stevenson: Markheim. Die krumme Janet. ISBN 978-3-8368-0424-0.

### Sekundärliteratur
- Horst Dölvers: Der Erzähler Robert Louis Stevenson. Interpretationen. Francke Verlag, Bern 1969, DNB 456469621.
- Michael Reinbold: Robert Louis Stevenson. Rowohlt, Reinbek 1995, ISBN 3-499-50488-X.

## Anmerkung
1. ↑  Verwendete Ausgabe.